# Norskov, dans le secret des glaces
Norskov, dans le secret des glaces (Norskov) est une série télévisée danoise en 10 épisodes de 42 minutes créée par Dunja Gry Jensen et diffusée du 21 septembre 2015 au 23 novembre 2015 sur TV 2.
En France et en Allemagne, la série est diffusée entre le 3 novembre 2016 et le 24 novembre 2016 sur Arte,.

## Synopsis
Maire de Norskov, Martin Kierkegaard entend propulser la cité dans une nouvelle ère grâce à la construction d'un lycée innovant et d'un écoport. Mais son projet est mis en péril par des affaires de drogue. Il appelle à la rescousse son beau-frère, Tom Noack, spécialiste de la lutte contre le crime organisé. C'est ainsi qu'après plus de quinze années d'absence, Tom revient dans sa ville natale. Il y retrouve Martin, qui a épousé sa sœur Jackie, Diana Bondesen, son amour de jeunesse, mère célibataire d'Oliver, un espoir du hockey, et sœur de 'Bondy', un ami d'enfance à la tête d'une entreprise florissante.

## Distribution
- Thomas Levin (da) (VF : Emmanuel Lemire) : Tom Noack, inspecteur de police
- Claus Riis Østergaard (VF : Laurent Maurel) : Martin Kerkegaard, maire de Norskov
- Anne Sofie Espersen (VF : Margot Faure) : Jackie, femme de Martin et sœur de Tom
- Jakob Ulrik Lohmann (VF : Yann Guillemot) : Casper 'Bondy' Bondesen, chef d'entreprise
- Annemette Andersen (VF : Elsa Lepoivre) : Diana Bondesen, sœur de 'Bondy'
- Mathias Käki Jorgensen (VF : Damien Zanoly) : Oliver Bondesen, fils de Diana, hockeyeur
- Pia Jondal (VF : Frédérique Cantrel) : Susanne

## Épisodes
| Épisode | Titre original      | Date de diffusion sur Arte | Horaire de diffusion | Durée de l'épisode |
| ------- | ------------------- | -------------------------- | -------------------- | ------------------ |
| 1       | Tom vender hjem     | 3 novembre 2016            | 20 h 55              | 42 minutes         |
| 2       | Dianas søn          | 3 novembre 2016            | 21 h 35              | 42 minutes         |
| 3       | Olivers far?        | 3 novembre 2016            | 22 h 20              | 42 minutes         |
| 4       | Jackie Noack        | 10 novembre 2016           | 20 h 55              | 42 minutes         |
| 5       | Martins fortrydelse | 10 novembre 2016           | 21 h 35              | 42 minutes         |
| 6       | Toms mistanke       | 10 novembre 2016           | 22 h 20              | 42 minutes         |
| 7       | Bondens nevø        | 17 novembre 2016           | 20 h 55              | 43 minutes         |
| 8       | Olivers kamp        | 17 novembre 2016           | 21 h 35              | 41 minutes         |
| 9       | Caspers drøm        | 24 novembre 2016           | 20 h 55              | 42 minutes         |
| 10      | Hjerte og stjerne   | 24 novembre 2016           | 21 h 35              | 43 minutes         |